# شیرآباد (لاشار)
شیرآباد، روستایی در دهستان لاشار جنوبی بخش پیپ شهرستان لاشار در استان سیستان و بلوچستان ایران است.

## جمعیت
بر پایه سرشماری عمومی نفوس و مسکن در سال ۱۳۹۵، جمعیت این روستا برابر با ۱،۵۸۵ نفر (۵۷۱ خانوار) بوده‌است.

## جاذبه گردشگری
از مهمترین جاذبه‌های گردشگری این منطقه چشمه‌های آبگرم شیرآباد می‌باشد که معروف به پیتاپ است.